# Varà de Gould
El varà de Gould (Varanus gouldii), és una espècie de sargantana de grans dimensions endèmica d'Austràlia de la família Varanidae.

## Descripció
El varà de Gould és un rèptil terrestre que excava grans caus per a refugiar-se. Les escarpes de roca i els buits dels arbres també són habitatges adequats.
Arriba a fer una longitud mitjana de 140 cm i un pes de fins a 6 kg. Es pot trobar al nord i l'est d'Austràlia, on habiten boscos oberts i pastures. V. g. flavirufus, una subespècie una mica més petita, resideix a l'interior d'Austràlia. En alguns llocs, però, els rangs del varà de Gould, V. g. flavirufus i el varà de taques grogues es superposen. Les similituds entre les espècies i la seva proximitat sovint causen confusió.
És un animal diürn, és a dir, la major part de la seva activitat es realitza durant el dia. S'alimenta de qualsevol animal que sigui més petit que ell. La dieta de les cries i els juvenils sovint consisteix principalment en insectes i sargantanes petites, però generalment varia més amb l'edat. Els varans adults depredaran ratolins, altres petits mamífers, ocells petits, crustacis, escorpins, insectes grans, espècies de sargantanes petites, serps, amfibis, ous i carronya. També s'ha vist que es congreguen al voltant de peixos morts. Aparentment, són immunes al verí de les serps i ataquen per menjar-se les espècies més verinoses com el taipan ferotge. També s'alimenta l'altres varans més petits com poden ser el varà cuaespinosa o l'odatria entre d'altres. Pon els seus ous en termiters per protegir-los del dur clima desèrtic.
Com tots els varans i serps, el varà de Gould té una llengua bifurcada, amb la qual "tasta" l'aire. Les olors es recullen a cada costat de la forquilla que, quan es retreu, raspalla una zona de la boca anomenada òrgan de Jacobson, que identifica de quin costat l'olor és més forta. En identificar aquesta diferència en la força de l'olor, pot alterar la seva direcció en conseqüència. Un estudi de 2021 havia demostrat que durant el miocè, els dragons de Komodo s'havien hibridat amb els avantpassats del varà de Gould, proporcionant així proves que el dragó de Komodo havia habitat alguna vegada Austràlia.

## Galeria

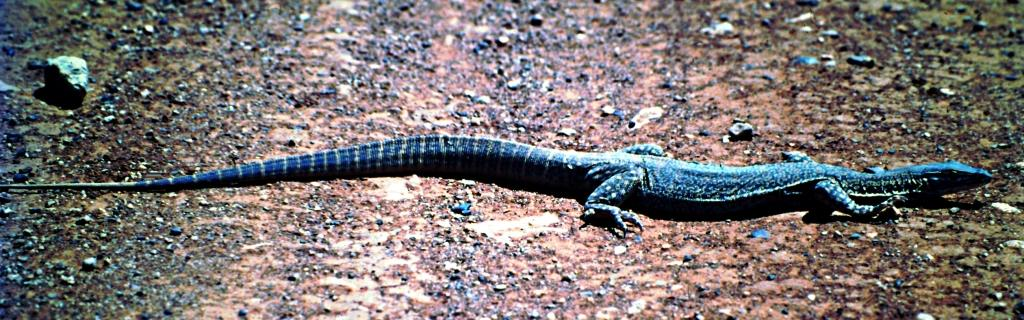
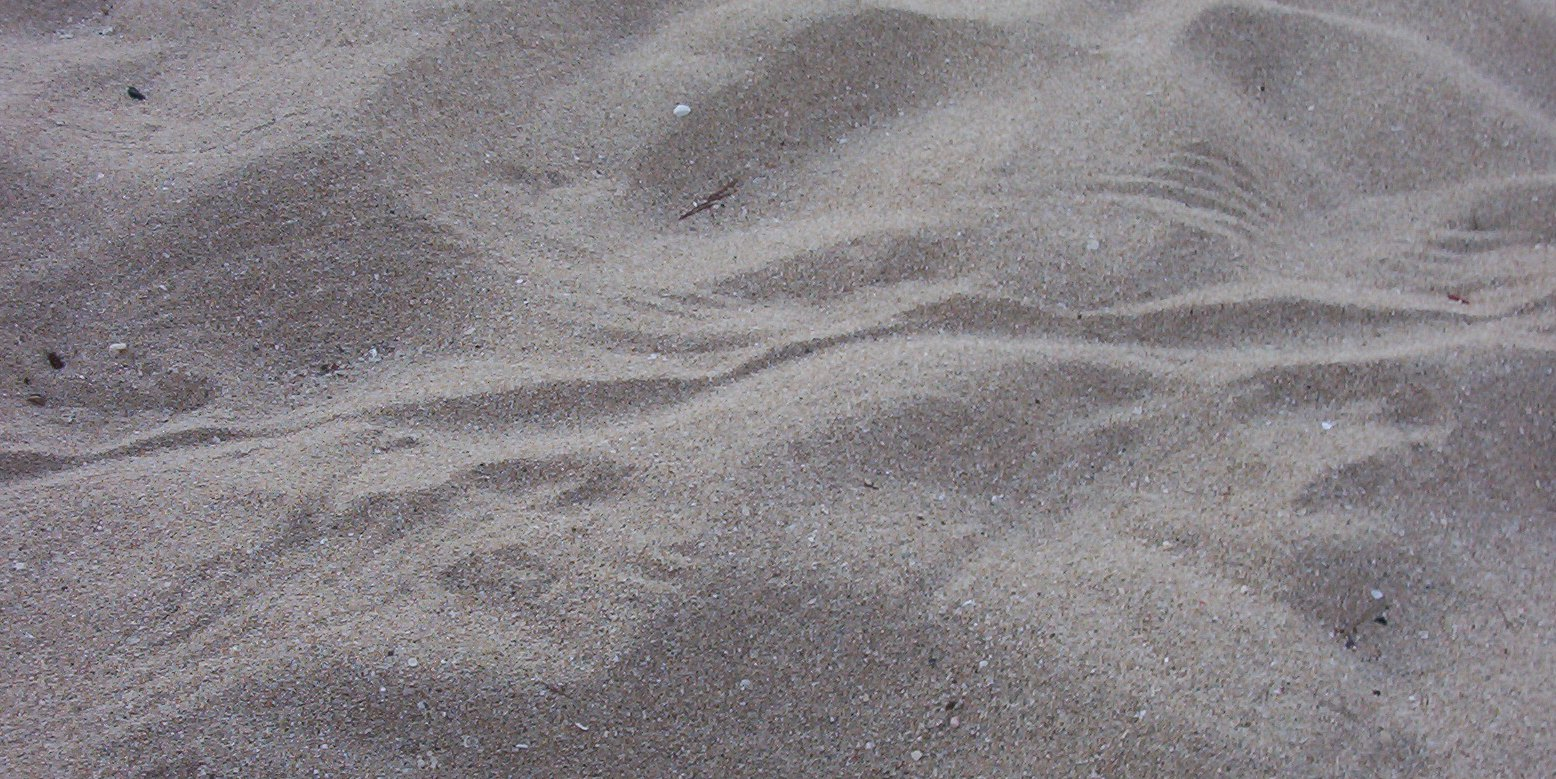
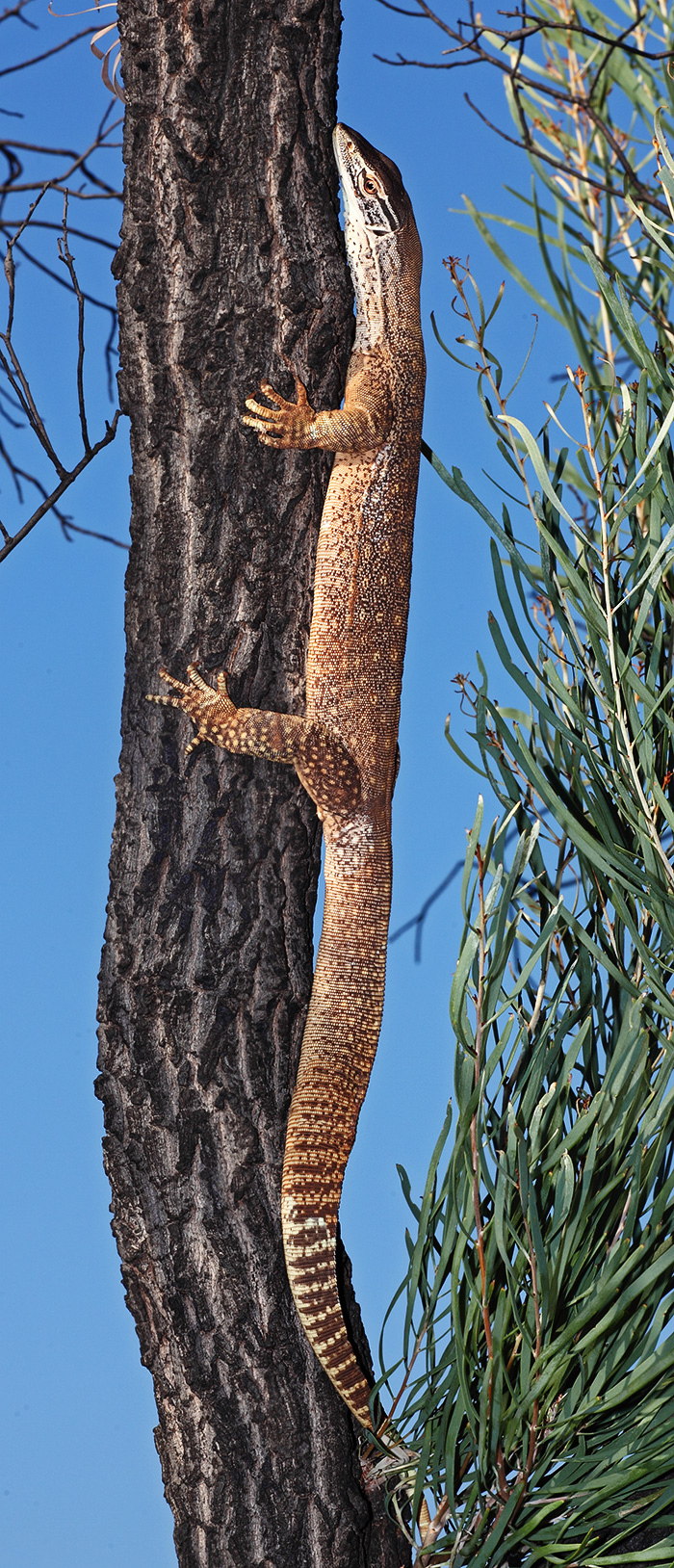
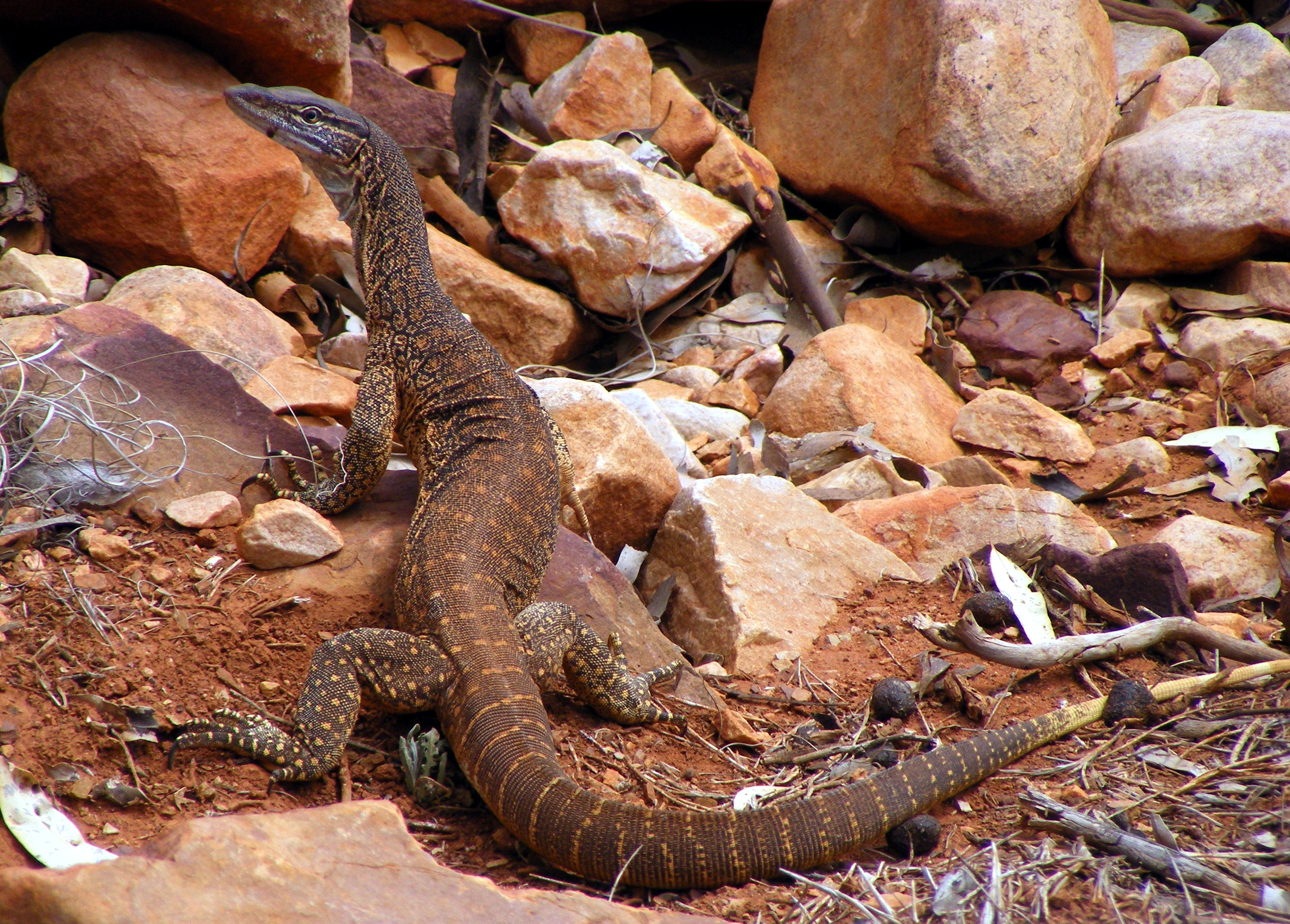
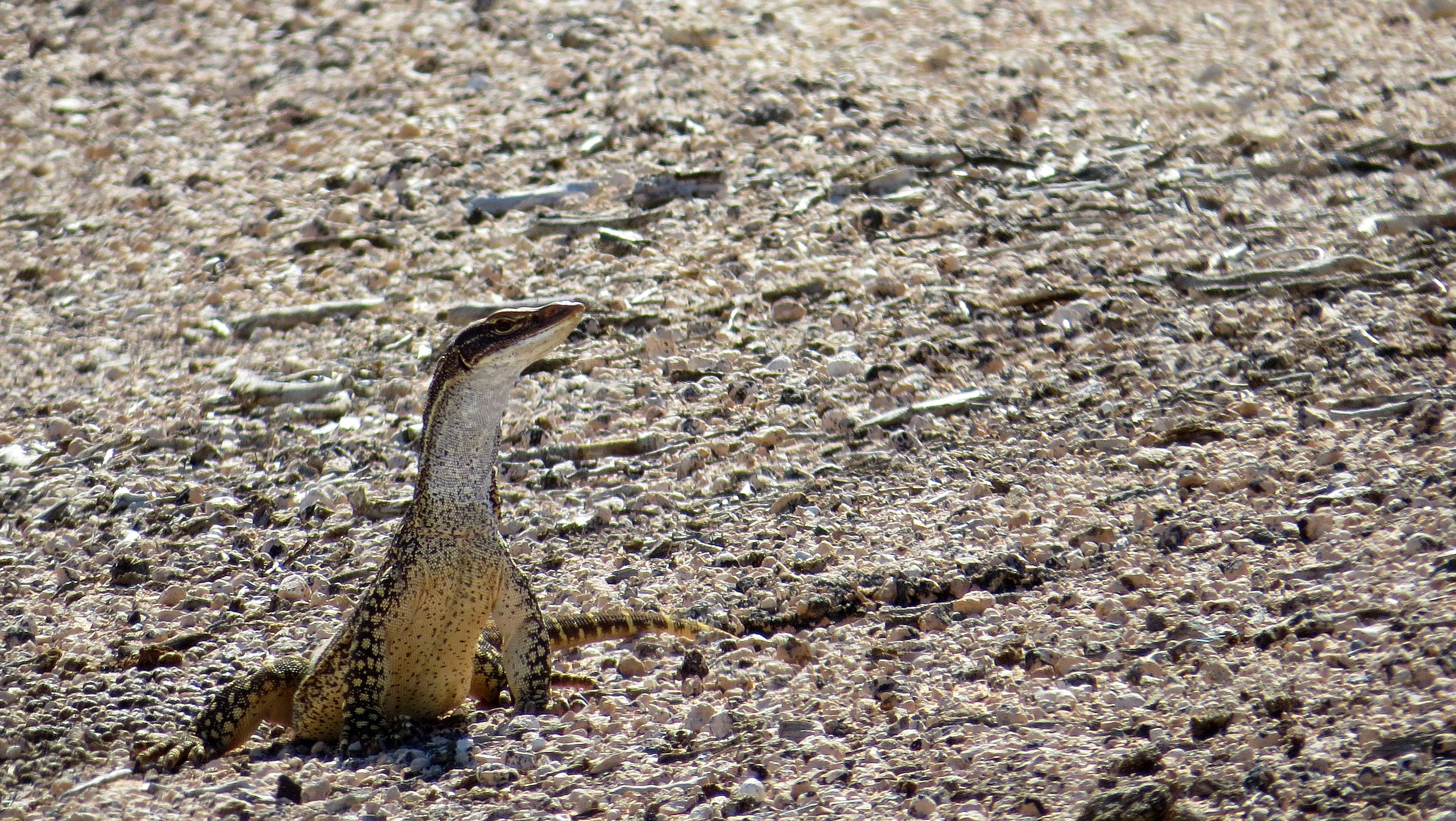
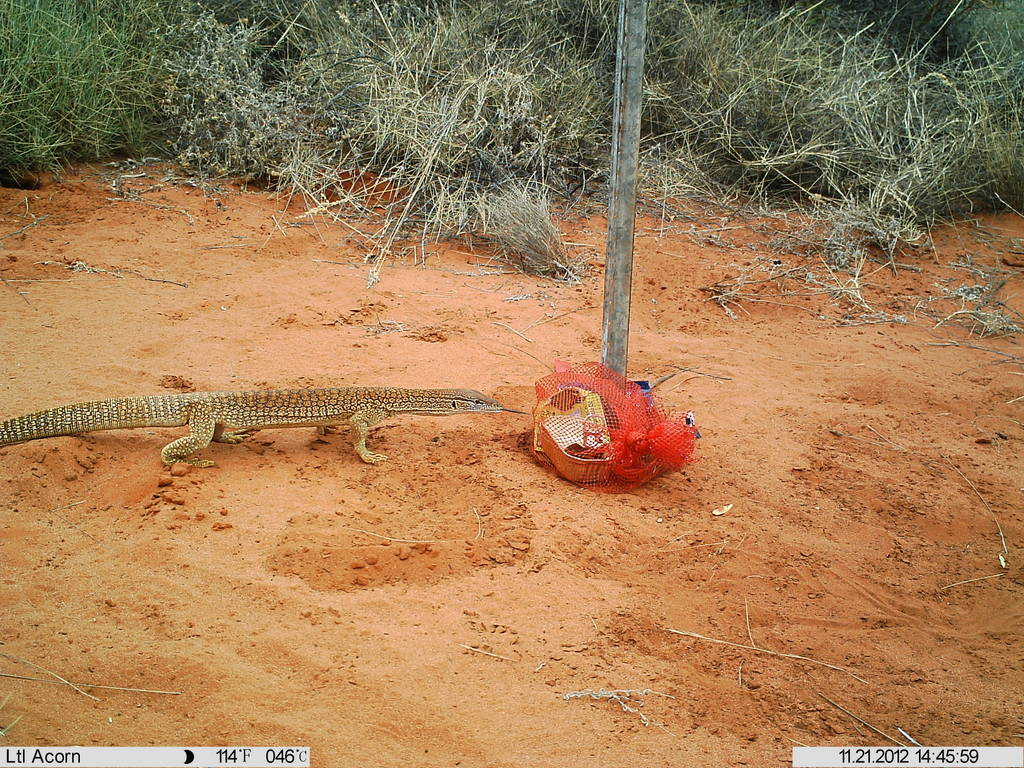
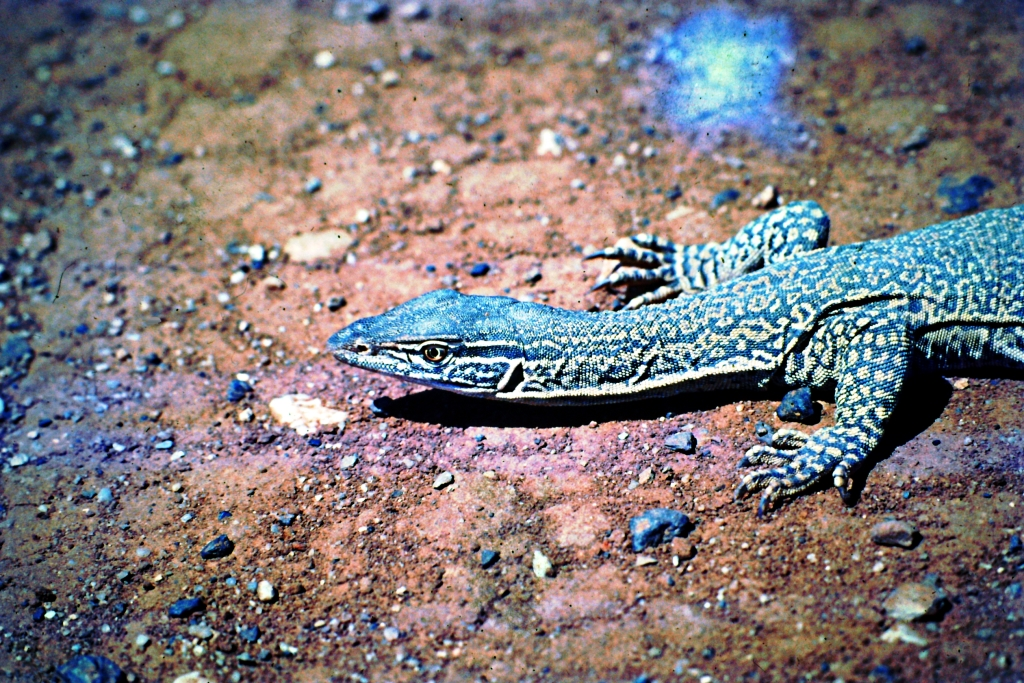